# Aitor Ruiz de Egino
Aitor Ruiz de Egino (Hernani, Guipúzcoa, 7 de marzo de 1971) es un artista vasco. Su trabajo se centra principalmente en  la escultura y la pintura, pero también diseña y construye trofeos personalizados y  hace construcciones para películas, museos o viviendas, y ha comenzado a trabajar también con impresoras tridimensionales.
Tras unos años de trabajo en el mundo empresarial, a la edad de 36 años dejó su trabajo y comenzó a dedicarse exclusivamente al arte. Trabaja con una gran cantidad de materiales (aluminio, papel, cerámica, madera, bronce, acero inoxidable, porexpan...), pero el aluminio es el material que más le gusta para su trabajo. 

## Trabajos principales
- Betitxu y Dos asientos, dos esculturas para los parques Ave Maria y Atarrabiyo de Hernani (2017).
- Diseño, construcción y montaje de las piedras megalíticas realizadas en porexpan para el film Handia (2017).
- Diseño, construcción y montaje de la réplica de las Grutas de Cristal (Molinos, Teruel) (2016).
- Escultura para celebrar el centenario de la Escuela de Ciencias Empresariales de San Sebastián (2015).
- Diseño de porcelana de las cerámicas Bidasoa.